# Laderding
Laderding (auch Laderting) ist eine Rotte und eine Ortschaft in der Marktgemeinde Bad Hofgastein im österreichischen Bundesland Salzburg.

## Geografie
Zur Ortschaft Laderding gehören die Rotten Laderding, Oberladerding und Unterladerding, der Einzelhof Kamp und die Alm Laderdinger Alm. Die Ortschaft umfasst 60 Adressen (Stand: 1. April 2020) und hat 154 Einwohner (Stand: 1. Jänner 2025). Sie befindet sich in der Katastralgemeinde Harbach.
Die Rotte Laderding hat den Charakter eines Haufenweilers und liegt im Osten des Gasteinertals.

## Geschichte
Der Ort wurde 1224 als Laderting urkundlich genannt. Noch im 19. Jahrhundert gab es bei Laderding zur Gasteiner Ache hin Sümpfe. Eine Asbest-Lagerstätte oberhalb von Laderding wurde etwa von 1921 bis 1945 mittels zwei Stollen und einem Schurf ausgebeutet.
Feuer zerstörten in Laderding 1924 das Klausnergut und 1925 das Ober- und Unteraubauerngut. Das Gasteinertal war im Sommer 1933 von mehrmaligen Unwetterkatastrophen mit schwerem Hagel, Überschwemmungen und Vermurungen betroffen. Dabei wurden die Ernte vernichtet und Sachschäden an Gebäuden verursacht. Im Speziellen traten am 28. Juli 1933 in Laderding sowie in Gadaunern und Harbach die Wildbäche über die Ufer. Der Aubach bewirkte am 25. Juni 1979 Vermurungen in Laderding.

## Kultur
Der Laderdinger Pass ist eine der zahlreichen Krampus-Gruppen („Passen“) des Gasteinertals. Er bestand zunächst von etwa 1945 bis 2016 und wurde 2021 neu gegründet. Zusätzlich gab es Mitte der 1970er Jahre mit dem Jungen Laderdinger Pass eine Kinder-Krampus-Gruppe („Kinderpass“). Eine weitere in Laderding aktive Krampus-Gruppe ist der 2002 gegründete Scheudarach-Pass.

## Infrastruktur
Die Ortschaft ist über die in Unterladerding gelegene Bushaltestelle Bad Hofgastein Laderding an den öffentlichen Verkehr angeschlossen.